# AIR (遊戲)
《AIR》是Key於2000年9月8日所推出的視覺小說，該遊戲也是繼《Kanon》後Key推出的第二款Windows平台戀愛遊戲，同時也被稱做Key公司季節組曲中的「夏」。本作起初是作為成人電腦遊戲發售，並且藉由CD-ROM來存取遊戲的相關檔案。Key后来推出了刪除色情內容、適合一般玩家遊玩的「全年齡向」的版本，遊戲也被陸續移植于Dreamcast、PlayStation Portable、PlayStation Vita、SoftBank 3G、FOMA、任天堂Switch和Steam等平台。Key也于2005年推出了可运行於Windows 2000/XP平台的版本，2010年推出了可运行於Windows Vista平台的版本、2010年推出了Windows 7平台的《AIR》纪念版，后两者为全年龄版本。遊戲劇情為一名正在尋找「天空中的少女」的雜耍藝人國崎往人及其身旁發生的故事，當他旅行到一個安靜的海邊小鎮時遇見了3名女孩，其中一人便是往人旅程終點的關鍵之一。
遊戲提供了各式各樣不同的預設故事路線，在玩家角色與遊戲角色互動的過程中來決定進入不同的分支劇情。這些故事多是圍繞著3名女主角所展开的，整個遊戲劇情依照順序分成「DREAM篇」、「SUMMER篇」以及「AIR篇」3個不同的章節。從遊戲標題開始《AIR》便積極強調作品與天空關聯的意象，故事內也不斷使用了「翅膀」這一元素。在成人版本中，玩家在與3名女性角色互動到一定程度，玩家便能夠看見因應劇情所出現的色情畫面。由於游戏劇情感人，許多愛好者称其为著名的「泣系遊戲」。此遊戲正式推出后很快進入日本最暢銷電腦遊戲榜，日本後續的統計資料也將它列為前50名的優秀遊戲之一。雖然《AIR》在作為一款美少女遊戲上並沒有特別的突破，但無論是遊戲的畫面還是音樂部分在質感上已大大改善，同時複雜的劇情也加強了《AIR》的故事深度。《AIR》銷售量也已經超過300,000套。
隨著《AIR》於日本獲得許多正面的評價，Visual Art's公司也陸續將原作故事改編並发布于其他媒體上。首先是漫畫家桂遊生丸改编的同名漫畫，于2004年8月10日至2006年2月10日在漫畫雜誌《Comptiq》上連載，之後也由角川書店推出了2集單行本。而Key公司除了授權印製漫畫選集以及畫冊外，也陸續推出相關的廣播劇系列光碟及數張音樂專輯。此外京都動畫也依照《AIR》的故事內容改編成13話的同名電視動畫，由石原立也擔任動畫導演一職，並於2005年1月6日到3月31日這段期間於電視台上播出。稍後又另外製作了2話OVA動畫「AIR in Summer」來補充故事劇情，分別於2005年8月28日和9月4日於電視台播出。另外東映動畫在動畫播放的同一年也獲得Key公司授權推出動畫電影《AIR》，於2005年2月5日時在日本數家電影院內首映。其中電影版本則是由出崎統擔任導演，並於之後推出「典藏版」、「特別版」以及「普通版」3種版本的DVD光碟。

## 系統

《AIR》故事進行時的遊戲畫面，其中女主角神尾觀鈴正在與玩家角色國崎往人交談。

《AIR》是一款戀愛視覺小說遊戲，在故事內容上依照順序可以分成「DREAM篇」、「SUMMER篇」與「AIR篇」3個段落、5條主要故事路線，玩家在不同的篇章中扮演不同的角色，以此推動劇情發展。在這當中「DREAM篇」所包含的3條角色路線是遊戲一開始便能夠進入，而「SUMMER篇」與「AIR篇」的2篇故事則安排在「DREAM篇」遊玩過後才能繼續進行。在遊戲中，玩家將觀看文字敘述、人物對話以及角色心理描述，此外也可以與遊戲角色進行交流。在最早推出的成人版本中，有玩家角色與其中一名女主角性交的色情場景。Key公司之後也推出了適合一般玩家遊玩的「全年齡向」版本，该版本刪除了游戏中的色情場景。
《AIR》在每次閱讀故事發展以及與其他角色對話後，玩家便有機會能夠在與角色互動時、從遊戲提供的數個選項中挑選其中一項。這時遊戲會暫停一會兒以讓玩家作出決定，玩家在關鍵選項之中的抉擇使遊戲朝特定的方向展開，進入各式分支情節中《AIR》藉由多个由玩家选择的选项讓遊戲系統判定玩家攻略的故事劇情，同時选项也會影響這些角色在故事後半段呈現的結局。如果玩家在遊玩時發現自己不慎選擇了會影響遊戲角色觀感的選項，遊戲亦提供故事後退的功能來讓玩家得以糾正錯誤選擇。不過當遊戲認定玩家已經進入故事情節中的壞結局時，玩家便不能利用上述的方法來修改自己先前的選項，而必須從最後的存檔紀錄中重新載入遊戲進度。如果想要完成所有的故事主線，玩家則可以藉由重新回到存檔紀錄的方式來挑選不同的選項，進而讓故事轉往另一個角色劇情或者是結局。
玩家從頭開始遊玩《AIR》時會直接進入「DREAM篇」的故事路線，能夠以國崎往人這一角色視角，與3名女主角神尾觀鈴、霧島佳乃以及和遠野美凪進行互動，並進入她們各自的分支路線，了解每個人背後的故事。當玩家已將這3名女主角的故事線完成並皆獲得好結局後，遊戲會轉而進入「SUMMER篇」，玩家以「DREAM篇」故事開始時的1,000年前角色柳也的視角，閱讀這發生在平安时代的故事。值得注意的是「SUMMER篇」為一個劇情已安排好的故事路線，玩家在進入這個段落時並沒有任何選項可以挑選。當「DREAM篇」和「SUMMER篇」2個故事段落都完成後，故事便轉往作為真正故事結尾的「AIR篇」。玩家的視角在該篇章變為觀鈴飼養的烏鴉「空」，其前半部分是對「DREAM篇」中神尾觀鈴分支路線故事「空」視角下的演繹，後半段則是觀鈴故事路線的最後結局部分。

## 劇情

### 背景
《AIR》遊戲中所出現的故事場景，主要參考了日本兵库县香美町的城鎮景觀。遊戲最初決定參考香住町的風景環境來繪製，但是在遊戲開發過程中原先作為獨立小鎮的香住町與另外2個町（村岡町、美方町）合併，並將行政區劃重新命名為香美町。遊戲中海塘、鐵路車站、神社以及學校等出現過的場景皆是根據實際地方設施來繪製。由於故事發生於夏季，遊戲與動畫中多強調場景為白天且極為晴朗明亮的小鎮。改編漫畫則描述城鎮為「由幾戶人家組成的安靜小鎮……外頭則為漂亮的海灘以及鄉村景色」。場景設定助理涼元悠一則表示在他印象中的《AIR》之小鎮，其本質更類似一般民俗音樂所敘述的農村場景，並且在此發生令人感動的故事。
標題名稱「Air」（空中）、「天空」和「翅膀」等字詞都是遊戲不斷提及的重要主題，例如往人不斷尋找「天空中的女孩」、觀鈴認為有另外一個自己正於上頭天空中翱翔等。其他角色的故事也往往會與「天空中」這一意象有所關聯，例如美凪為學校天文部的一员，小滿則對於漂浮在天空中的肥皂泡抱持濃厚興趣；佳乃期望有著一對能在天空中飛翔的翅膀，神奈則是因為自己的翅膀而有著不幸的命運，甚至往人操縱的人偶背後也裝飾著翅膀。其他還有在遊戲後半段觀鈴撿到一隻烏鴉時，便將名字取為在日文中一樣具有天空意味的「空」。遊戲另一個主題則為母子關係，往人以及其他四名女主角的故事都與自己的親生母親或者寄養母親有所關連。編寫主要故事劇本的作家麻枝准則說，如果故事劇情之中只能出现一位父親或者母親的話，他會更喜歡採用後者。他表示就如同先前Key所推出、自己也參與劇本編寫的《Kanon》般，因此此作的焦點是出現在美少女遊戲的女性，這使得遊戲在親人以及朋友間的複雜關係便成了故事的關鍵部分。另外在劇情之中也採納許多魔法的要素，例如往人的母親有著操控人偶的能力，往人自己也可以稍微使用法術操縱人偶進行動作。其他還有佳乃的姐姐在家裡面臨父母逝世和經濟頓時拮据时，便告訴佳乃當她長大後拿下繫在手上的黃絲帶便能夠得到使用魔法的能力。

### 故事內容

#### DREAM篇
故事以男主角作為主要視角，並設計成與3名少女的生活都有著緊密的關聯。在第一條故事路線「DREAM篇」之中，雜耍藝人國崎往人依從母親的遺言，不斷在日本各地流浪並尋找著「天空中的女孩」。故事發生在1994年7月17日（星期日），其來到3名女主角所居住的沿海平靜小鎮。來到這個城鎮的第一天，往人試圖於路邊以法術操縱唯一的玩偶进行表演以赚取旅費，並好不容易才吸引到一小批小孩子圍觀。但沒有獲得小孩子們的青睞，這些孩童看過表演後在沒有付錢的情況下便直接離去。未能成功赚取到旅費的往人由於沒有錢住在旅館中，只能在當天晚上飢餓地睡在小鎮海灘旁的海塘上。到了隔天，因為中暑而頭昏腦脹，往人便被附近的漁民公會收留，往人在接受照料後逐漸清醒並於離去時得到一個巨大的飯糰當作餐點。當他坐在小鎮的堤防食用這顆大飯糰時，他注意到身旁有一名笨拙的年輕少女看著他，女孩告訴往人她自己的名字是神尾觀鈴，並真誠的希望兩人能夠成為好朋友。觀鈴不斷與往人搭話並熱切地希望往人能夠陪她一起遊玩，但是往人以冷漠的態度不斷拒絕觀鈴的請求，不過最後無處可留的往人在食物的誘惑下還是跟隨觀鈴回家。觀鈴的姑姑暨養母神尾晴子在聽了觀鈴勸說後，同意往人可以暫時住下，往人也決定先住在這棟房屋裡並繼續籌措旅費。稍後，晴子與往人聊天，她拜託往人協助糾正觀鈴會發出「嗄喔」聲音的習慣。
往人隔天接送觀鈴前往就讀的高中後，在路上遇到同樣就讀該所高中、名叫霧島佳乃的女孩與她所養的流浪狗土豆。當天下午，往人還遇到了觀鈴的同班同學遠野美凪以及美凪的另一名好朋友小滿。就如同觀鈴一樣，往人發現佳乃與美凪彷彿受到過去經歷影響般有時會出現特殊的舉動。佳乃告訴往人說在她18歲以前只要不把手上繫著的絲帶解掉，長大後便能夠使用魔法。之後往人與觀鈴在晚間散步時在神社看見佳乃全身籠罩著耀眼的光芒，她隨即昏迷過去。往人遂把佳乃背到她的家中接受其姊姊霧島聖的照顧，然而在離去前偷聽到「另一個」佳乃的聲音。幾天之後佳乃再次消失，往人前往神社尋找時看見精神恍惚的佳乃，佳乃看到往人後隨即嘗試勒緊住他的脖子。之後聖告訴眾人說自從佳乃在前幾年碰觸神社內一根發光的羽毛後便開始出現了種種奇怪的行為。而為了避免佳乃再次承受不了壓力而割腕，聖便將絲帶繫在佳乃的手腕上，並告訴她只要在長大前不把絲帶解下的話便能夠使用魔法。然而佳乃在一旁偷聽之後便離開了診所，並且留下一封信說要跟母親一樣飛上天空，而當眾人於神社內部找到佳乃時她已經失去意識。往人藉由自己的能力自佳乃胸中取出羽毛，並且得知羽毛上面記錄著過去一名婦女和她的嬰兒所遭遇的困境，而羽毛消失以後佳乃也恢復了正常。
在往人、美凪以及小滿在火車站遊玩並護送美凪回家後，美凪的母親正巧在門口前歡迎往人照顧自己的女兒。但第二天往人想到美凪家中找美凪時，她的母親却告訴往人說她並沒有女兒。之後往人從美凪口中才得知她母親自從妹妹小滿流产之後，便一直把自己的女兒美凪當作小滿看待。然而在昨天晚上在夢到流產事情之後選擇接受這一事實，也伴隨著被其視為小滿的美凪也跟著遭到遺忘。聽到這件事之後往人決定帶著美凪離開小鎮，但之後卻把美凪帶到她自己的家中，這也促使了美凪的母親恢復了有關自己女兒的所有記憶。故事的最後美凪才得知原來陪伴自己的小滿其實是「天空中的女孩」的翅膀羽毛所幻化而來的，其目的便是為了彌補美凪失去妹妹之後的思念與難過。在兩人互相告別之後，小滿便再次化為羽毛消逝於天空之中。
另一方面在往人與觀鈴相見不久，觀鈴也開始做一連串內容相關但神秘的夢，這也成了往人與觀鈴彼此之間緊密的聯繫。往人認為自己與母親一直在尋找著「天空中的女孩」就是觀鈴，而自己便是為了要解除其身上的詛咒而出現的。當往人告訴觀鈴這則傳說時，觀鈴已經深深愛上了往人，兩人也發展出更為親密的關係。但是根據往人母親所說的經歷，在過去往人母親在找到「天空中的女孩」並與她成為好友時，後者便開始做一系列於天空中飛翔的夢；然而隨著一次又一次的夢境也讓她的身體漸漸變差，甚至也忘記自己過去最喜歡的往人母親，最終便在最後一個夢做完之後隨即死去。根據這個說法等到觀鈴15歲生日過後，便會因為「天空中的女孩」的詛咒而隨著一連串的夢境走向死亡。同時觀鈴的母親神尾晴子也告訴往人說觀鈴從小在認為快要和別人成為朋友時便會止不住的留下眼淚，而這也是為什麼觀鈴始終都沒有一個親密好友的緣故，然而觀鈴仍然沒有放棄要與往人一同生活著。在故事的後半段往人便不斷嘗試想辦法拯救觀鈴，然而隨著夢境的展開觀鈴的病況也越趨嚴重。往人原本想要先暫時離開觀鈴身邊生活等待病情好轉，但他想到唯一的方法便是有效解除觀鈴身上的詛咒後，于是開始向手邊有著自己祖先們的魔力、從其母親拿到的娃娃祈禱，最終隨著往人的消失觀鈴的病況也突然好轉了許多。

#### SUMMER篇
在下一個故事路線「SUMMER篇」之中，時間則回到「DREAM篇」發生1,000年前的平安時代。武士柳也被派遣擔任傳說中的翼人後代神奈備命的隨身，並在這裡結識了正在學習法術的女官裏葉。儘管備命為遊戲中虛構種族翼人的最後後裔，但是她就如同一名囚犯般被軟禁在自己的神殿中；而儘管其背上有著常人沒有的翅膀，但是備命仍然被迫不能擅自飛離神殿外的城牆，甚至也不能去探望同樣被軟禁於其他地方的母親。就在皇宮高層強硬要求將備命另外安置於他處神殿時，擔任隨從的柳也與一旁服侍的女官裏葉決定帶著備命逃離神殿，並嘗試前往紀伊國找尋備命的母親。然而神殿的其他守衛很快便發現他們逃離神殿並且不斷搜索三人的蹤跡，雙方也因此展開了多次的交戰。而當备命等人前往疑似囚禁備命母親八百比丘尼的地方時，遭到了當地佛寺的武裝修士猛烈的攻擊，在柳也與裏葉的努力之下終於在地下牢房處解救備命的母親並讓兩人相見。但不久之後來自皇宮高層所派遣的追兵也對一夥人展開攻擊，備命的母親也因為受到遭到弓兵射箭擊中而死亡，而為了拯救柳也與裏葉，備命決定犧牲自己的性命。然而在柳也兩人逃出並由另外一間寺廟收容後，寺廟的主持告訴兩人過去朝廷因為看中翼人強大的戰鬥能力而照顧一族，但是實際上只不過是將翼人視為一種兵器來看待；隨著社會漸趨安定且佛教取代過去作為宗教的神道下，朝廷決定派遣部隊消滅所有翼人的後代。同時主持告訴他們包括備命在內的翼人仍受到過去被殺害的士兵以及其他僧侶們的詛咒，被迫要接受不斷的輪迴且當她發現愛時便會一步步邁向死亡。而且一方面詛咒會不斷延續給翼人的後代轉世子孫。另一方面翼人本身會不斷保有過去祖先的記憶並不斷流傳下去，這也意味著翼人的後代將會不斷承接種種悲傷回憶並帶著疼痛死去。同樣受到詛咒而不能存活一年的柳也決定與裏葉共組家庭繁衍後代，期望他們的後代子孫能夠化解翼人身上無限輪迴的詛咒，而在1,000年之後這則故事也就變成了翼人傳說。

#### AIR篇
在最後一個故事路線「AIR篇」之中，往人的最終願望便是拯救觀鈴的生命。故事再次從「DREAM篇」開始，但是視角轉移到了觀鈴所發現，也是往人所變成的烏鴉「空」展開。在這故事路線中，玩家能看見「DREAM篇」中所沒有露臉的往人樣貌。故事中也提到晴子由於不斷害怕有一天觀鈴會被自己親生父親帶走，而總是故意疏離與她之間的互動。觀鈴在收留「空」並且將往人帶回家後，她就如同這傳說一般，身上的病情開始隨著夢境而慢慢惡化。隨著觀鈴只能夠待在床上靜養著，儘管不知道晴子感受的往人嚴肅的指責晴子並告訴她對於觀鈴而言她就是自己「真正的母親」，此時晴子決定要面對自己的情感且前往觀鈴父親家爭取收養觀鈴。當她回到家後也開始將所有時間花在陪伴觀鈴身旁，但是隨著觀鈴病情的惡化最後甚至還失去有關自己養母晴子的相關記憶。就在這時，觀鈴的父親橘敬介出現並表示想要自己扶養觀鈴，但晴子懇求敬介給予更多時間來讓兩人相處，最後兩人約定在三天過後便由觀鈴的敬介接走觀鈴生活。儘管這三天的生活看似沒有將晴子與將其視作陌生人的觀鈴之間關係有所好轉，但是當三天過去後敬介準備接走觀鈴時後者卻堅持待在晴子身邊，在發現觀鈴與晴子之間的母女愛後敬介決定讓兩人繼續一同生活。虽然觀鈴與晴子兩人過了一陣子快樂的生活，兩人在這段時間中就像母親與女兒一般親暱的互動，晴子還是對有關翼人的詛咒故事十分恐懼，甚至不允許自己睡覺以免在睡夢中失去觀鈴。在觀鈴做了最後一個夢並於隔天上午外出時，她開始嘗試以自己的腳離開輪椅行走著，觀鈴告訴晴子她已實現了自己的目標並度過了快樂的暑假，最終便在晴子的懷抱之中死去。之後由往人化身而成的烏鴉便再次展翅飛翔，繼續尋找著「天空中的少女」。
在「AIR篇」整個故事全部結束之後，畫則出現觀看整件事情進行的两名年輕小男孩與小女孩，並在最後結束時小男孩說道：「等待他們（往人與觀鈴）的是，過於殘酷的歲月；迎接我們的是，完全嶄新的開始……永別了。」

### 主要角色
玩家在遊戲中所扮演的角色是國崎往人，為了尋找母親所提的「天空中的女孩」而在日本各地流浪，過著不斷從一個小鎮前往另外一個小鎮的生活。由於只能用法術操縱自己手邊的玩偶來表演以赚取金錢，他一直生活贫困，當受到其他人刺激時往往會做出極為幼稚的行為。儘管在與他人第一次見面時總是不願意相信對方的品性，往人仍會盡可能幫助自己周邊有需要幫助的人，但也常常煩惱如何赚取更多的金錢來支應他自己的旅費與生活費。后来，往人在故事「DREAM篇」中的小鎮遇見了《AIR》女主角之一的神尾觀鈴。當觀鈴一開始热情地嘗試接近往人時，往人起初怀疑她藏著陰謀而對其不信任，但最後仍然接受觀鈴的建議一同生活在一起。觀鈴是一名性格開朗但內向、在行動上略顯笨拙且天真的高中少女。由於不善溝通，觀鈴希望直接找朋友一同遊玩簡單的遊戲。當觀鈴感到困擾或者難過時往往會下意識發出「嗄喔」的聲音，這個習慣是童年時候模仿恐龍叫聲而來的。觀鈴從小就對恐龍十分著迷，認為牠們逐一滅絕的故事十分讓人難過與「浪漫」。然而當她真的感到十分難過時，往往會不斷表現自己開朗的一面作為掩飾。
往人與觀鈴見面之後陸續遇到其他女主角，分別是霧島佳乃與遠野美凪。佳乃是一名總是精力充沛又頑皮的女孩，平常會向他人說出一些十分有哲理的句子，但也十分相信各式各樣古怪的傳說。佳乃與觀鈴就讀同一所學校，而她的姐姐霧島聖是小鎮上唯一一家診所的主治醫生。佳乃養了一隻名叫土豆的流浪狗，特別的是兩個人能夠直接以特殊叫聲回應對方、就像朋友一樣溝通。往人最後遇到的女孩子美凪則是與觀鈴就讀同一個班級的優秀學生，在學校裡則是一名個性內斂且文靜的少女；美凪平常總是一個人作自己的事情，並且習慣緩慢地與他人對話且以贈送米券的方式來感謝他人。她在跟往人認識前只有小滿這個極為活潑的朋友，平時兩人會一同在小鎮廢棄的火車站前吹肥皂泡。

## 發展

### 製作
《Kanon》完成之後，Key的工作人員開始集中生產《AIR》，製作团队人数相比先前的《Kanon》有所增加。在遊戲製作之中，由Visual Art's的社長馬場隆博擔任Key遊戲開發計畫的執行製作人。整體遊戲的設計規劃由劇情作家麻枝准進行，另一名劇情作家石川隆（イシカワタカシ）則從旁給予協助。除了兩名主要故事劇本作家外，藤井知貴、雲龍寺魁、丘野塔也和涼元悠一也負責支援遊戲腳本的細部編寫。在美術創作方面，由Key著名的藝術家樋上至主導工作的進行並負責人物的角色設計，進一步的CG圖片製作則由奇蹟☆Mikipon（みらくる☆みきぽん）、Na-Ga和Shinorii負責。音樂作曲部分如同Key先前製作的《Kanon》一樣，分別由折戶伸治、麻枝准和戶越馬込來進行創作。
《AIR》在故事內容上和《Kanon》一樣以男女戀愛作為主軸、並且伴隨著神祕元素來編寫劇本，同時在劇本編寫時也強調獨特的感人故事來吸引消費者購買。遊戲主要故事的劇本作家麻枝准表示《AIR》在製作初期便已經決定是一款成人遊戲，他還提到如果當時第一次發布遊戲時不推出成人版本的內容，《AIR》在遊戲商業市場上不一定能夠獲得成功。他還表示說他當時並不希望推出像《Kanon》一般由不同故事合在一起的典型成人遊戲，因此特意在《AIR》身上嘗試寫出一個各處都有所關聯的劇情，來讓玩家有機會體驗整個故事內容。儘管工作人员在製作時願意嘗試作出不同的改變，並且希望《AIR》能夠與當時其他美少女遊戲有所區別，但是為了能夠繼續迎合許多經常遊玩這類型遊戲玩家的喜好，《AIR》在某些程度上仍然必須使它看起來如同其他典型的美少女游戏一般。種種的因素使得《AIR》雖然仍像其他遊戲般採用多個角色人物劇情的設計，但是這些故事路線的實際長短仍不一致。不過麻枝准也指出之所以將《AIR》的遊戲劇情分段來處理，一部分的原因也是因為受到村上春樹的小說《世界尽头与冷酷仙境》影響。《AIR》所使用的遊戲引擎为AVG32，由Visual Art's自行開發並且給轄下遊戲公司來使用。

### 推出
2000年9月8日，作為成人遊戲的《AIR》限量版本首次推出，玩家須在Microsoft Windows平台的个人电脑上使用2片CD-ROM來進行遊戲。限量版內附贈《Ornithopter AIR Original Compilation Album》音樂專輯，所收錄的音樂為視覺小說中的配樂經重新混音過後的版本。到了2001年7月19日，同樣為成人遊戲的《AIR》一般版本正式發布；2001年7月27日，Key公司也銷售Windows上運行的全年齡適合版本，並且在內容中添加數張新的事件圖片作為彌補。2005年4月8日，遊戲系統經過升級的《AIR》標準版正式發布，作為一款更新過後的成人遊戲改採用一片DVD儲存，並支援Windows 2000與Windows XP的運行。同樣遊戲分呈限量版以及普通版本銷售，遊戲售價部分則定為3,990日圓。2009年7月31日，為了配合Key公司所推出的「KEY 10th MEMORIAL BOX」企劃，製作團體再次對《AIR》的遊戲內容進行更新並推出全年齡適合版本，同時也把《AIR》與其他5款Key公司熱門的視覺小說遊戲一同供Windows Vista平台上的個人電腦來使用。2010年5月28日時，另一款兼容Windows 7電腦平台的全年齡向《AIR》則以紀念版的方式再次推出。
除了電腦版本外，第一款移植家用主機的遊戲版本則是在Interchannel協助下，於2001年9月20日時在SEGA所開發的家用主機平台Dreamcast上推出。2002年8月8日，同樣與Interchannel合作推出第二款家用主機平台PlayStation 2版本。到了2005年9月1日，隨著《AIR》電視動畫廣受歡迎，Key公司再次於PlayStation 2平台上發布名為精選集的遊戲版本，不過在廉價版部分則以幾乎剩下一半的價格訂在2,980日圓左右。另外，Key公司在2009年7月30日推出了「Key公司3大作品高級版本盒裝」企劃，連同《AIR》PS2的「精選集」版本在內另外搭配《Kanon》和《CLANNAD》的PS2版本一同銷售。
其他平台方面，在Visual Art's主導之下Key在2007年5月1日與原型公司進行合作，開始於軟體銀行行動的SoftBank 3G上推出行動電話版本的遊戲。之後除了SoftBank 3G的版本外，Prototype也在2008年2月1日與NTT DOCOMO一同合作，推出可以在FOMA手機上運行遊戲的VGA版本。FOMA手機版本將整個遊戲分成兩個獨立的檔案，分別將原本「DREAM篇」的故事路線整理為第一個檔案，其餘的夏季和「AIR篇」和「SUMMER篇」故事另外整理為第二個檔案。2007年11月22日，在Prototype協助之下Key也於日本推出了《AIR》的PlayStation Portable版本；2010年9月2日，首次開放《AIR》的PlayStation Portable版本的遊戲得以藉由PlayStation Store進行下載，這也是首款使用Data install技術的遊戲軟體。另外在原本《AIR》的電腦遊戲版本中角色並沒有語音內容，後來的Dreamcast版本才將男主角往人以外的角色都提供完整的配音；而到了推出PlayStation 2和PlayStation Portable版本以後，則為所有遊戲角色搭配有完善的語音內容。另外在2012年7月27日先是推出了由「DREAM篇」故事改編而成的Android遊戲，之後在同年8月15日又發售了結合「SUMMER篇」以及「AIR篇」的內容。到了2013年5月2日時，成人版本的Android遊戲和全年齡版本的iOS遊戲正式發售。

## 多媒體

### 出版作品
從2004年8月10日到2006年2月10日為止，《AIR》的青年漫畫版本連載於日本電玩遊戲雜誌《Comptiq》（コンプティーク）。之後於2005年8月10日，角川書店整理杂志内容出版了2卷單行本。漫畫內容改編自視覺小說版本的故事，由日本漫画家桂遊生丸作画。在兩本單行本中，主要劇情的描述總共使用了15話，分別在第一卷收錄前面9話，而第二卷則刊載剩下的6話，此外在每本單行本後半段還收錄有兩篇特別故事內容。在第二卷單行本後半段的特殊內容中也有介紹到關於美凪的故事，以及桂遊生丸原创的故事內容。
Key公司也授權推出两套與自家个人电脑遊戲相關的系列漫畫，這些作品內容中也收錄了以《AIR》為主題的讀切作品。其中角川書店於2002年5月將所繪製的短篇漫畫整理，另外推出了名為《Kanon & Air Sky》（Kanon & AIRスカイ）的漫畫選集，其總共收錄了12篇、共計140頁的短篇漫畫，每個章節都收錄了视觉小说《Kanon》和《AIR》所沒有描述的故事，並且以交互呈現的方式收錄在作品選集中。另外在同樣經過Key公司的授權之下，Enterbrain也於2003年8月推出了同樣以《Kanon》和《AIR》故事為題材、由所繪製的。此外JIVE則推出了两套依照視覺小說的內容繪製的角色插圖選集《AIR青空下的傳說》（AIR アンソロジー・ノベル），且同樣得到Key公司的授權。
除了官方授權的漫畫作品外，也有數家公司自行邀請許多著名的藝術家一同推出不同系列的漫畫選集，平均每本選集有著近20名漫畫家的作品，一共推出5個系列作品。一迅社最早在2001年1月25日首次發布自家公司所推出《AIR漫畫選集》（AIRコミックアンソロジー），在出版第一集之後亦繼續定期推出了一系列的《AIR》漫畫選集作品，一直到2001年12月25日的第七卷出版為止。2002年12月20日時，Softgarage推出了個別的漫畫作品《AIR Anthology Comic》（AIR アンソロジー·コミック），這也是第二度另行出版的《AIR》選集刊物。2004年4月17日，宙出版推出了同時收錄有《Kanon》和《AIR》兩部遊戲的漫畫作品，名叫《春來了─Kanon&AIR傑作選》（春うららーKanon&AIR傑作選）來銷售。直到2005年3月24日為止，宙出版公司還另外推出了一共3套、並命名為《AIR》的系列漫畫選集。最後一本與《AIR》相關的漫畫選集則是在2005年4月2日由JIVE所出版的《有你在的地方─AIR漫畫選集》（きみのいる場所―AIRコミックアンソロジー）。

### 廣播劇
根據《AIR》的故事劇情，Lantis在2005年8月至2006年1月期間共推出九片廣播劇光碟。其中前三片廣播劇光碟《AIR～神尾觀鈴·DREAM前篇》（AIR～神尾観鈴・DREAM 前編）、《AIR～霧島佳乃·DREAM前篇》（AIR～霧島佳乃・DREAM 前編）與《AIR～遠野美凪·DREAM前篇》（AIR～遠野美凪・DREAM 前編）在2005年8月24日正式推出，各光碟將重心放在单个女主角的故事上，其封套設計亦為對應的女主角圖像。第四片《AIR～神尾觀鈴·DREAM後篇》（AIR～神尾観鈴・DREAM 後編）、第五片《AIR～霧島佳乃·DREAM後篇》（AIR～霧島佳乃・DREAM 後編）與第六片光碟《AIR～遠野美凪·DREAM後篇》（AIR～遠野美凪・DREAM 後編）于2005年10月21日以同樣的方式進行銷售，內容接續第一批銷售光碟的故事劇情，並獲得消費市場上一定程度的歡迎。在第二批角色廣播劇光碟開始販賣後的一個多月後，第三批以故事為主軸的光碟系列也正式進行銷售。第七片廣播劇CD光碟《AIR SUMMER》於2005年11月25日發售，並將其內容集中在「SUMMER篇」的事件發生經過，最後两片光碟則分別敘述「AIR篇」的劇情。其中倒數第二張廣播劇光碟《AIR～AIR前篇～》（AIR　～AIR 前編～）於2005年12月22日推出，最後一張片廣播劇光碟《AIR～AIR後篇～》（AIR　～AIR 後編～）於2006年1月25日推出。其中在《AIR～AIR後篇～》除了收錄原本視覺小說的劇情之外，也新增了部分原創的故事內容。

### 動畫作品

#### 電視動畫
在《Kanon》推出電視動畫版本後，許多《AIR》遊戲支持者建議各動畫公司推出其動畫版本。2004年8月，有關《AIR》即將推出動畫版本的官方消息首次被曝光。之後在2004年11月17日，數量僅有20,000張的限量版DVD預告動畫「AIR prelude」（エアー・プレリュード）推出，內容包括動畫片頭曲及片尾曲的MV、動畫角色之間的對話、角色配音員的採訪以及動畫本身的宣傳影片等。
《AIR》動畫版本的製作由京都動畫負責，石原立也擔任導演、志茂文彥擔任劇本編輯，並由荒谷朋惠依照樋上至的原始概念另外制定動畫角色的人物設計。京都動畫一共製作了13話，包括以觀鈴的故事路線為主軸製作的12話以及回顧整個系列之中重要故事場景的最後一話。動畫也依據遊戲的設定將其大致分成3個部分：從第一話到第七話以往人為主角的「DREAM篇」、從第八話到第九話以備命柳也和裏葉為主角的「SUMMER篇」以及第十話到第十二話以觀鈴為主角的「AIR篇」。而在「DREAM篇」的故事還依照個別角色路線的不同而有小分段，其中佳乃的故事內容大約安排在第三話到第四話之中，美凪的劇情安排在第五話和第六話，第七話則是以觀鈴作為故事的主軸。《AIR》動畫的片頭曲、片尾曲以及中間配樂的部分都是将收錄于原版視覺小說的主題曲加以運用，其中片頭曲與片尾曲分別是Lia所演唱的《鳥之詩》與《Farewell song》，另外同樣是Lia為視覺小說所演唱的《青空》也成為動畫第十二話的插入曲。動畫自2005年1月6日開始於日本BS-i電視聯播網播出，同年3月31日播出完毕。在動畫播放時段安排上，《AIR》的動畫的前一部動畫作品為《薔薇少女》，後一部動畫作品則是《我的主人愛作怪》。
在BS-i準備播放《AIR》的最後動畫結束的第十三話時，京都動畫另外要求原本系列的動畫製作人員以及角色配音人員推出OVA「AIR in Summer」：《山路～mountain path～》（やまみち～mountain path～）與《天地～universe～》（あめつち～universe～）。由于《AIR》的電視動畫版本中「Summer篇」的劇情相比视觉小说的故事內容被刪減許多，因此這两話OVA的內容便是直接從原先動畫第八話開始，擴充原本於第九話和第十話的「SUMMER篇」角色故事部分。內容以柳也為主要觀看事件的人物，描述在與神奈以及裏葉出發去尋找八百比丘尼的旅途中所發生的故事。特別篇的動畫在經過更加精細的製作後，於2005年8月28日和9月4日在BS-i上首次播出。

#### DVD
2005年3月31日，促銷用的92分鐘「AIR MEMORIES」DVD光碟於日本推出，內容包括宣傳動畫、製作人員的評論、配音人員的採訪、第十二話以及第十三話的特殊結尾動畫等等。動畫DVD光碟於2005年4月6日和9月7日間由波麗佳音銷售，分为限定版和普通版，共六片，每片收錄电视动画两話的劇情。2005年10月5日，特別篇「AIR in Summer」的DVD光碟於日本推出。此外《AIR》動畫版本也是第一部以藍光光碟格式推出的系列動畫，自2006年12月22日起陸續將原本動畫作品改以藍光光碟另行銷售，其中藍光光碟盒裝包含收錄了12話故事內容的4片藍光光碟以及2話的特別篇「AIR in Summer」。在藍光光碟版本中除了將動畫畫質改為高解析度播出，動畫聲音的呈現部分也邀請到泰德·詹森另外重新調整5.1環繞音響格式，這些影片和聲音格式都成為之後有關動漫作品的光碟推出標準。
在日本以外的銷售部分，ADV Films的共同創辦人暨執行長馬特·格林菲爾德在2007年4月27日於美国德州南部舉辦的一場動漫展中，宣布ADV Films已經成功收購了《AIR》系列動畫的販賣授權。ADV Films在這場交易案中總共投資了近145,000美元來獲得北美地區的代理權，可以在該地區販售《AIR》主要情節的12話以及作為擴充內容的特別篇「AIR in Summer」。2007年8月14日到11月27日，ADV Films一次推出前4片DVD光碟的內容銷售。之後ADV Films將後續內容的DVD光碟分成兩種方式販售，分別提供消費者逐一購買4張光碟或者以盒裝的方式一次買入。2008年7月，ADV Films將其轄下的動畫及電影授權轉移給Funimation Entertainment，而後者則繼續在北美地區推出《AIR》動畫的英語配音版本。2009年4月21日，Funimation Entertainment以三張光碟共同販售的方式再次推出盒裝版本，但內容不包括第十三話的回顧情節。

### 動畫電影
2005年2月5日，總長91分鐘的《AIR》動畫電影版本首次於日本上映，但原定首映时间为2004年秋季。電影由曾製作《明日之丈》動畫版本的出崎統擔任導演，並由东映动画負責動畫的製作部分，主題歌改為由河井英里演唱的《IF DREAMS CAME TRUE》。在內容上，《AIR》的動畫電影不同於电视动画的劇情內容，電影版在製作時擔任编剧的中村誠便被允許參考原本遊戲「Summer篇」和「Air篇」的劇情另外創作劇本，編寫出「另一個AIR」的故事劇情。但儘管如此中村誠仍然對於90分鐘內播放所有《AIR》的故事感到憂心，這也讓他在編寫故事草稿時總共寫了十幾本不同內容的劇本以作參考，而為了能夠確定製作內容也多次與麻枝准會面並交流意見。最後受到時間的限制使得電影版僅以女主角神尾觀鈴作為主要角色重新詮釋而成，在內容上也與注重親情的遊戲版本相比更加重視國崎往人與觀鈴之間的愛情關係，而其他遊戲中的登場角色則多是以配角登場。故事內容描述往人原本打算趁著夏日節慶於小鎮內赚取些微報酬，然而在來到這個小鎮的第一天便遇到了身患怪病的神尾觀鈴。兩人很快便成為了好友，並且為了完成暑期的自由研究作業而接觸到「翼人傳說」，這使得1,000年前發生的古老傳說漸漸與兩人的故事重新交織起來。
電影的配樂除了加以應用重新改編的《鳥之詩》、《青空》和《Farewell song》等原版游戏的歌曲外，也添加了數首新的歌曲，例如新創作的電影結尾曲《IF DREAMS CAME TRUE》便是作為電影主題曲使用。電影版本在2005年8月5日一共推出三種DVD光碟版本來進行銷售，分別是「典藏版」、「特別版」以及「普通版」，三者無論是外殼包裝或是DVD光碟封面都有不同的設計。其中「典藏版」附加了402頁的分鏡資料書與儲存有宣傳影片的DVD光碟，「特別版」則包含有62分鐘的廣播劇CD光碟以及40分鐘的管弦樂配樂CD光碟，兩者皆定價9,500日圓。「普通版」就只單純販售動畫電影的DVD光碟，其販售價格上也另外定在6,800日圓。北美地區部分，《AIR》電影版在ADV Films代理下也在2007年12月11日於北美地區發售。ADV Films在2008年7月陸續將其轄下的動畫授權轉交給Funimation Entertainment後，便改由Funimation Entertainment負責銷售動畫電影。2009年4月21日，Funimation Entertainment另外推出自己包裝版本的《AIR》動畫電影販售。

## 音樂
《AIR》一共使用了三首主題曲，分別是開頭主題曲《鳥之詩》、片尾主題曲《Farewell song》以及中間插入曲《青空》。這三首歌都是由麻枝准負責歌曲的作詞部分，並由隸屬於I've的Lia進行演唱。另外五名重要角色也有各自的主題音樂或背景音樂，這包括觀鈴、佳乃與美凪三名女主角及其他關鍵角色。觀鈴的主題曲為《夏影 -summer lights-》，佳乃的主題曲為《小水窪 -puddle-》（水たまり -puddle-），而美凪的主題曲為《虹 -prism-》，其他角色則包括備命的主題曲《月童 -moon child-》及小滿的《瓢蟲 -bug walk-》（てんとう虫 -bug walk-）。不過實際上並非每首曲子都使用於《AIR》的遊戲上，另有一部分完整版本的歌曲收錄在遊戲原聲帶《AIR ORIGINAL SOUNDTRACK》中。
2000年9月，第一張專輯《Ornithopter AIR Original Compilation Album》搭配遊戲的限定版發售。2001年8月10日另外推出了混音單曲《KEY+LIA Natukage/nostalgia》，專輯收錄觀鈴的主題曲《夏影》的無伴奏合唱版本以及其B面的混音修改版本。專輯收錄的2首歌都是由麻枝准負責單曲製作，並由Lia進行歌曲的演唱部分。到了2002年9月則發布了《AIR》遊戲原聲專輯《AIR ORIGINAL SOUNDTRACK》，在两張CD光碟中收錄了共31首不同風格的混音歌曲以及使用2種版本的樂器演奏的開頭主題曲和片尾主題曲。2003年12月推出以钢琴演奏為主的《Kanon・AIR Piano Arrange Album 「Re-feel」》，在專輯中分別收錄了《AIR》與《Kanon》各自的5首主題音樂。2006年5月則推出了EP《AIR Analogue Collector's Edition 「鳥之詩/Farewell song」》，除了收錄3首主題曲的原始版本外，亦收錄了開頭與結尾主題曲的混音版本。
基本上以视觉小说為基礎推出的音樂專輯，都一律由Key公司轄下的唱片公司Key Sounds Label發售。另一方面，《AIR》電影版也與Frontier Works合作在2005年3月推出電影原聲帶《AIR Movie Soundtrack》。其中在《AIR Movie Soundtrack》一共收錄了由周防義和所編寫創作的23首電影原聲音樂，其中有20首歌曲被用來作為電影的背景配樂。而原聲帶所收錄的最後一首歌曲同時也被拿來作電影主體曲的《IF DREAMS CAME TRUE》，它參考了視覺小說遊戲裡的《兩個人》（ふたり）所另外改編而成的歌曲，並且交由創作歌手河井英里進行演唱。2005年8月5日銷售的《AIR》電影特別版DVD光碟中，也附贈了以交響曲演奏為主的《神話的邀請》CD光碟。

## 影響

### 作品銷售
根據日本國內的全國美少女遊戲銷售量排行榜，《AIR》電腦成人遊戲版本首次銷售便位居排首。在2000年11月和12月两次遊戲銷售統計位列第42名。到了2001年1月《AIR》在排行榜一度上升到第20名，但隨後在2001年2月又退到第42名。2001年《AIR》成人遊戲普通版本則是在首次推出後排名於第13名，下次排名則退步到第41名，更後面一次的排名則掉到第42名。同樣於2001年推出的《AIR》全年齡版本則是在首次銷售排行榜之中位列第7名，而之後下一次的銷售量排名則掉到第30名。到了2001年9月末到10月初時，《AIR》的總體排名往前晉升到第26名。而在2002年5月的最後两個禮拜中再次晉升到第26名的位置，但之後掉到了第43名。《AIR》標準版在推出之後，同樣也於遊戲銷售量排行榜上保持第一名，之後兩次排名則分別掉到第34名以及第28名。
根據統計《AIR》在2000年時一共售出102,080套，相比之下當時銷售成績第二名的則只有售出74,525套。《AIR》Dreamcast平台版本則是在推出首個禮拜便賣出42,445套遊戲，並成為當週日本家用遊戲機遊戲銷售排名的第四名。遊戲雜誌《Fami通》在其所列出的40款移植遊戲之中，將《AIR》列為第30名。到了2007年結束為止，《AIR》Dreamcast平台版本一共售出了將近50,406套軟體，成為Dreamcast遊戲銷售歷史上排名第53名。根據NTT Publishing的統計資料，《AIR》在2005年為止便已經出售超過300,000套遊戲。

### 遊戲評價

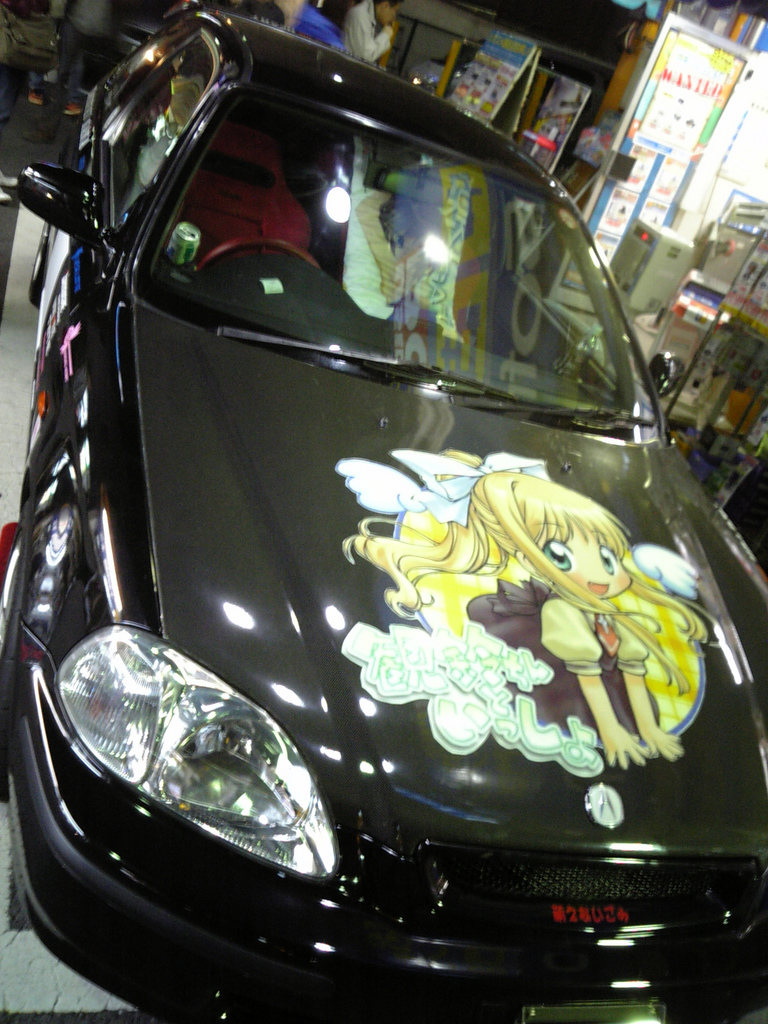
一輛外表上彩繪有女主角神尾觀鈴Q版模樣的痛車，攝於2010年8月28日於臺灣臺北市舉辦的第十四屆開拓動漫祭。

大眾普遍認為這是一款十分優秀的遊戲，如同Key先前推出的遊戲《Kanon》和《CLANNAD》一般，其錯綜複雜的故事劇情讓玩家感到有趣，也使得遊戲的耐玩度大幅增加。麻枝准與涼元悠一在2001年3月的採訪中，表示十分訝異當時日本社會大多是將遊戲視為一款充滿慰藉的遊戲，兩人認為這與他們對遊戲的第一印象完全相反，他們也提到當時遊戲的其他工作人員也沒有想過會如此發展。2007年10月，《電擊G's magazine》舉辦了日本前五十名最佳美少女遊戲排名的票選活動，《AIR》在入圍的249款遊戲中獲得43票而成為第八名。到了2008年9月時《電擊G's magazine》另外舉辦了「什麼遊戲讓你哭了」的投票票選活動，其中《AIR》成為前10名的行列而排名第七名，而其他同樣由Key公司所推出的《CLANNAD》則排名第二名、《Kanon》排名第五名以及《Little Busters!》排名第十名。
其中《AIR》在遊戲方面也引起許多評論家對於故事內容的探討。例如黑瀨陽平和小森健太朗便將《AIR》納為廣泛的世界系類型作品，原因在於女主角觀鈴與遊戲中的世界有著密切關係。另有一些評論者認為《AIR》的劇情也牽涉到有關過去的設定，因此也能夠作為廣義的Loop類型來加以探討。評論家宇野常寬則認為遊戲本身結構是「女主角和男主角無條件地互相依靠」，反而能夠讓玩家對自己的所有欲望「在安全範圍內作深切的反省」。不過同樣作為評論家的前岛贤則批評了宇野常寬的看法，認為這樣的看法仍然無法脫離以「男性視野」觀察美少女遊戲的框架，這樣將會使遊戲評論反而受到定位影響且反而更加難以理解遊戲內容。而較為特別的是社會學家大澤真幸提到雖然在《AIR》之中玩家能夠如同全能的神一般「看見不被人知道的事情」，但是在「AIR篇」之中玩家所扮演的是一個並沒有應用能力的角色，這使得他認為《AIR》在現代生活中可以作為「第三者審級的撤退」之象徵來作為解釋。
評論家更科修一郎認為雖然遊戲被許多人評論為「偉大的作品」，但《AIR》為了能夠完美呈現故事而到達了視覺小說的界線，反而使得遊戲不得不在美少女遊戲的玩法上做出犧牲。評論家東浩紀則給《AIR》極高的評價，並表示許多美少女遊戲的男性玩家都會處在和遊戲中男主角相同的視點，這使得玩家在與遊戲中的異性角色互動時便會有「組織家庭」的觀感，然而《AIR》在遊戲的故事劇情中卻特意讓「組織家庭」的成就感中斷2次，這包括「DREAM篇」之中男主角往人並無法改變觀鈴的命運、以及在「AIR篇」玩家只能夠扮演觀看整個故事的烏鴉。東浩紀認為這樣纖細的故事安排反而讓《AIR》不同於一般的美少女遊戲，且更能夠使「玩家沉浸於遊戲劇情之中，並且嘗試對裡面的女主角投入情感與責任，而不再只是單純在攻略遊戲角色」。

### 跨媒體評價
自《AIR》改編而成的動畫收到了許多包括褒贬不一的意見，其中在2005年推出後隨即成為該年系列電視動畫銷售數量的第二名。Anime-Planet認為《AIR》的動畫版本值得給予8.5分的高分評價，但是在評論中也提到「總體來講仍有一些地方比不上《Kanon》和《CLANNAD》」。動畫新聞網評論家塞隆·馬丁（Theron Martin）最初只願意給《AIR》動畫版的DVD光碟「B級」評價，認為由於放映長度的問題使得原本《AIR》遊戲的故事被迫縮減；同時他也提到動畫內容過於集中在觀鈴身上，這使得另外兩名動畫角色給觀眾的印象是多餘的。不過馬丁對於動畫裡的畫面呈現以及音樂演奏十分讚賞，他表示：「雖然這動畫可能缺乏對情節的描述，但是在畫面品質上是沒地方可以批評的……音樂也是成功發揮其效用，當觀眾聽到由鋼琴演奏的音樂時總是能夠沉靜下來。」在稍後馬丁給予《AIR》動畫版更高的「A-級」，並且提到：「這大概是有史以來最悲傷的故事之一……故事的悲傷將會緩慢但無情地感染每個人，最後將讓你投入其中並大哭一場，又或者發現自己已經陷入讓人沮喪的心情。隨後會抱怨為甚麼劇情要這麼安排，並且對這故事感到厭惡。」。於Internet Brands擔任評論家的小陶德·道格拉斯（Todd Douglass Jr.）對《AIR》動畫版表示：
|                                        | 《AIR》是一部非常不寻常的节目，它利用了其细致的氛围和神秘的气氛。该系列将以一些激发真实情感的精彩片段打动你的內心。这在动画中是很罕见的，随着《AIR》的结束，你将会意识到它的确是一枚宝石。当然，这不是一个适合所有人的系列，故事情节的连续性有时会很模糊，但这是一个（能够）给你留下持久印象的节目。如果你正在寻找一些不一样的东西来观赏，（我们会）推荐这部作品。 |
| ——小陶德·道格拉斯（Todd Douglass Jr.） | |

而在特別篇「AIR in Summer」之中，小陶德·道格拉斯則表示「情節與品質都十分的不錯，但是與整整有13話的《AIR》動畫比起來並沒有留下什麼深刻的印象」。電影版本方面，則由於故事大幅改編而未跟循遊戲發展，使得部分《AIR》原作的愛好者對出崎統和中村誠有所批評，出崎統的官方網站甚至還多次遭到惡意留言破壞；不過儘管在票房收入上並沒有如預期的吸引大量愛好者觀賞，整體而言《AIR》電影版仍然在日本各地的小型劇院中獲得一定收益，一部分劇院甚至在首映過後2天中午前便將電影票售完。在《CLANNAD》劇場版也推出之後，《AIR》電影版則以紀念的形式重新上映一陣子。而在日本以外地區則常常將《AIR》電影版與《Kanon》動畫相比，認為东映动画的製作能力仍然較京都動畫遜色，其中作為評論家之一的克里斯·貝弗里奇（Chris Beveridge）便提到：
|                       | 關於這部動畫電影，最讓我感到著迷的是它仍擁有著一般水準的作畫品質。在許多精細的配色和細節部分讓視覺效果表現不錯，但是整體佈局這一部分就與電視系列動畫的安排還要薄弱了許多。京都動畫的作品讓我拍案叫絕，但東映動畫似乎無法與之相匹敵。 |
| ——克里斯·貝弗里奇（） | |

《AIR》的人物也時常在一些同人遊戲中成為遊戲的重要角色，例如在《Air Rade》等遊戲之中便是以《AIR》的遊戲作為操縱角色。而在黃昏邊境製作的同人遊戲《永恆格鬥Zero》中，除了有收錄早期Key公司推出的遊戲《ONE ～光輝的季節～》及《Kanon》外、亦收錄了《AIR》許多女性角色當作該同人遊戲的遊戲人物。

## 外部連結
- PC版官方網站 （页面存档备份，存于）（日語）
- PSP版官方網站 （页面存档备份，存于）（日語）
- PSV版官方網站 （页面存档备份，存于）（日語）
- NS版官方網站 （页面存档备份，存于）（日語）
- 電視動畫官方網站 （页面存档备份，存于）（日語）
- 劇場版官方網站 （页面存档备份，存于）（日語）
- AIR（動畫）在動畫新聞網百科全書中的資料（英文）
- 《AIR》在視覺小說數據庫的頁面（英文）